# Fernand Nisot
Fernand Nisot, född 11 april 1895 i Bryssel, död 31 juli 1973 i Putte, var en belgisk fotbollsspelare.
Nisot blev olympisk guldmedaljör i fotboll vid sommarspelen 1920 i Antwerpen.